# Los Twisters (banda de México)
Los Twisters fueron un grupo musical mexicano del género de twist, influenciado por el rock and roll, formado a principios de la década de los años 1960 en la Ciudad de México, pero con músicos de gran carrera.

## Historia
En sus inicios, fue un grupo más que aprovecharon la fiebre del "twist" y ellos triunfaron con media docena de discos sencillos logrando notoriedad durante 1961-62. El grupo se formó en 1960 con el nombre de "Los Checkers", y en 1961 cambian de nombre al de "Los Twisters", y después de 30 días consecutivos en un programa llamado "La Fiesta del Rock" de Radio Capital, consiguen su contrato para grabar en discos Musart, grabando un total de 12 temas, repartidos en seis discos sencillos. 
A finales de 1962 y por conflictos con su firma disquera cambian de marca grabadora a RCA Víctor, haciéndose llamar esta vez "Los Intocables". El grupo lo formaron Julio Carranza (vocalista) quien al disolverse el grupo pasaría a ser cantante provisional de "Los Teen Tops" (el tema 'Infierno y Cielo' y 'La Ronchita' son los temas en los que se oye en la voz a Julio) y después se integraría al grupo "Los H", Manuel Hernández (requinto, también después a "Los H"), Fernando Herrera (baterista) también baterista provisional de "Los Teen Tops", Horacio Hernández (bajo) y Rafael Rodríguez (piano). 
(NOTA: En un periodo en que Julio Carranza se ausentó, fue sustituido por el cantante Martín Roca, quien ya había grabado un LP como solista publicado en 1961. Los H tuvieron dos LP publicados entre 1966 y 1969 además de diversos discos sencillos).

## Éxitos
Los Twisters triunfaron con "La pildorita", "Sombrero verde", "El twist" y "Quo Vadis Conejo Blas". 
También destacan sus versiones de "Atontado" y "Nena Twist", muy apreciadas por los coleccionistas. 
Ya como "Los H" se dedicaron a hacer covers de temas de diversos ritmos, como folclórico (Hava Naguila o La Bamba), Pop (Windy o Sargento Pimienta) y de juego vocal (Te veré en septiembre o Vibraciones), realizando presentaciones en hoteles de prestigio de la época. En esta etapa firman para los sellos Discos Orfeón y la extinta marca Discos Tizoc.